# Deir al-Asad
Deir al-Asad (hebräisch דֵיר אֶל-אַסַד; arabisch دير الأسد) ist eine arabische Stadt nahe Karmiel in Galiläa in Israel. 2018 lebten in Deir al-Asad 12.348 Menschen.
Von 2003 bis 2008 bildeten die Orte Deir al-Asad, Majd al-Krum und Bi'ina die Stadt Shaghur. Die Knesset beschloss 2008, Shaghur diesen Status abzuerkennen, und die Orte wurden wieder eigenständig.